# یواس‌اس آژاکس (۱۸۶۴)
یواس‌اس آژاکس (۱۸۶۴) (به انگلیسی: USS Ajax (1864)) یک کشتی بود که طول آن ۲۲۴ فوت ۶ اینچ (۶۸٫۴ متر) بود. این کشتی در سال ۱۸۶۴ ساخته شد.